# Donacoscaptes hampsoni
Donacoscaptes hampsoni là một loài bướm đêm trong họ Crambidae.